# MapWindow GIS
MapWindow GIS — проект с открытым исходным кодом ГИС, который обладает набором программных и программируемых библиотек. Данный проект разработан университетом GeoSpatial Software Lab штата Айдахо. Приложение запускается только под операционной системой Windows.

## Описание
Прежде всего данный проект очень интересен разработчикам, так как само ядро данного приложения написано на C++ и представляет собой библиотеку ActiveX, которую можно использовать отдельно от MapWindow и разрабатывать собственные приложения для возможности визуализации и обработки геоданных. Разрабатывать собственные приложения можно во всех средах разработки, которые поддерживают импорт ActiveX компонентов.
На официальном сайте на данный момент доступна последняя стабильная версия — MapWindow GIS 4.8.6.

## Основные плюсы MapWindow GIS
- Является бесплатным при использовании как в коммерческом, так и не в коммерческом режимах
- Проект предоставляется с открытым исходным кодом, что дает возможность разработчикам разрабатывать дополнительные модули и библиотеки
- Возможность программирования прямо из приложения

## Основные минусы MapWindow GIS
- Отсутствие русификации
- Единственный формат векторных данных, поддерживаемый MapWindow GIS — Shapefile
- Отсутствие встроенного редактора компоновок
- Отсутствие совместной работы

## Техническая информация о MapWindow GIS
| Текущая актуальная версия | 4.8.6 / Ноябрь 9, 2011                |
| Разработчик               | MapWindow Open Source Team            |
| Язык разработки           | C#                                    |
| Операционная система      | Microsoft Windows                     |
| Лицензия                  | MPL                                   |
| Тип проекта               | Географическая информационная система |
| Тип векторных данных      | Shapefile                             |

## Дополнительные модули
Одним из дополнительных модулей MapWindow GIS является библиотека DotSpatial.
DotSpatial разработан командой MapWindow GIS, а также членами сообщества OSGeo. Библиотека DotSpatial предназначена для того, чтобы облегчить жизнь разработчикам, которая поможет анализировать, обрабатывать, а также отображать географическую информацию. Таким образом библиотека облегчает работу как самому программисту, так и приложению MapWindow GIS.

## Программирование под MapWindow
Помимо того, что приложение MapWindow является свободным и с открытым исходным кодом, его можно модифицировать (внедрять новые функции, модули) прямо при запущенном приложении, так как в нём присутствует встроенный интерпретатор скриптов. Для того, чтобы вызвать данный редактор, в главном меню программы необходимо выполнить команду Plug-ins → Scripts.
Во встроенным редакторе языков можно применить только 2 языка программирования - это:
- язык разработки Visual Basic .NET
- язык разработки C#

В данном редакторе скриптов код можно писать самому, загружать с сайта MapWindow GIS, публиковать результат вашего кода в репозитории скриптов.
Сам редактор скриптов, встроенные в MapWindow подсвечивается в стиле Microsoft Visual Studio, при этом автоматически нумеруются строки, существует автоматическая проверка синтаксиса. Один большой минус во встроенном редакторе скриптов состоит в том, что в нём отсутствует автодополнение кода, поэтому придется сложно писать большие дополнения.

## Примечание
Справка по MapWindow GIS в формате PDF Программирование MapWindow GIS с помощью элемента управления ActiveX (англ.)
Справка по MapWindow GIS в формате CHM Программирование MapWindow GIS с помощью элемента управления ActiveX (англ.)